# Svenska Mästerskapet
Le Svenska mästerskapet était un tournoi de football suédois disputé entre 1896 et 1925, dont le vainqueur était désigné champion de Suède.

## Historique
Fondé en 1896, le tournoi naît alors que le pays ne dispose pas encore de fédération de football. En conséquence, tous les vainqueurs de cette compétition avant 1904 ne sont pas, à l'origine désignés champion de Suède. Ce titre ne leur est attribué qu'après coup par la SvFF. 
De par les longues distances à l'intérieur du pays, cette compétition se joue le plus souvent sur une courte période et dans une seule et même ville. Certaines années, le tournoi ne voit s'affronter que des clubs de Stockholm ou de la région de Göteborg, sans pour autant que cela veuille dire qu'il n'existe pas de meilleures équipes ailleurs dans le pays. L'étendue du pays est la première responsable des défections des autres clubs. 
La compétition ne se dote d'un trophée (le Von Rosens Pokal) qu'à partir de 1904 et elle est disputée tous les ans jusqu'en 1925, année où elle est supprimée en faveur de la toute nouvelle Allsvenskan. Les meilleures équipes ayant migré vers ce nouveau championnat, la dernière édition du Svenska Mästerskapet présente un plateau moins relevé que les années précédentes. Pour autant, le titre de champion de Suède 1925 est attribué au vainqueur de la dernière édition de compétition, le Brynäs IF. Il faut ensuite attendre 1931 pour qu'un nouveau titre de champion de Suède soit décerné, cette fois ci en faveur du vainqueur du championnat de Suède, GAIS.

## Organisateurs
La compétition ayant devancé la création de la fédération, celle-ci connaît plusieurs organisateurs au cours de sa courte histoire. Initialement chapeautée par la Fédération sportive suédoise, elle passe à partir de 1904 sous l'égide de la Fédération suédoise des jeux de balle (Svenska Bollspelsförbundet) pour le compte de la Fédération Royale du Sport (Riksidrottsförbundet). Dès l'année suivante, la Fédération suédoise des jeux de balle partage l'organisation de la compétition avec la toute nouvelle Fédération suédoise de Football. En 1906, la Fédération suédoise des jeux de balle disparaît, laissant désormais à la Fédération suédoise de Football le loisir d'organiser la compétition jusqu'à sa disparition. 

## Palmarès
| Année | Lieu        | Finalistes                       | Résultat |
| ----- | ----------- | -------------------------------- | -------- |
| 1896  | Helsingborg | Örgryte IS - IS Idrottens Vänner | 3:0      |
| 1897  | Göteborg    | Örgryte IS - Örgryte IS II       | 1:0      |
| 1898  | Stockholm   | Örgryte IS - AIK                 | 3:0      |
| 1899  | Göteborg    | Örgryte IS - Göteborgs FF        | 4:0      |
| 1900  | Stockholm   | AIK - Örgryte IS                 | 1:0      |
| 1901  | Göteborg    | AIK - Örgryte IS II              | forfait  |
| 1902  | Jönköping   | Örgryte IS - Jönköpings AIF      | 9:0      |
| 1903  | Göteborg    | Göteborgs IF - Göteborgs FF      | 5:2      |
| 1904  | Stockholm   | Örgryte IS - Djurgårdens IF      | 2:1      |
| 1905  | Stockholm   | Örgryte IS - IFK Stockholm       | 2:1      |
| 1906  | Stockholm   | Örgryte IS - Djurgårdens IF      | 2:1      |
| 1907  | Stockholm   | Örgryte IS - IFK Uppsala         | 4:1      |
| 1908  | Göteborg    | IFK Göteborg - IFK Uppsala       | 4:3      |
| 1909  | Göteborg    | Örgryte IS - Djurgårdens IF      | 8:2      |
| 1910  | Göteborg    | IFK Göteborg - Djurgårdens IF    | 3:0      |
| 1911  | Stockholm   | AIK - IFK Uppsala                | 3:2      |
| 1912  | Stockholm   | Djurgårdens IF - Örgryte IS      | 3:1      |
| 1913  | Göteborg    | Örgryte IS - Djurgårdens IF      | 3:2      |
| 1914  | Stockholm   | AIK - Helsingborgs IF            | 7:2      |
| 1915  | Stockholm   | Djurgårdens IF - Örgryte IS      | 4:1      |
| 1916  | Stockholm   | AIK - Djurgårdens IF             | 3:1      |
| 1917  | Stockholm   | Djurgårdens IF - AIK             | 3:1      |
| 1918  | Stockholm   | IFK Göteborg - Helsingborgs IF   | 5:0      |
| 1919  | Stockholm   | GAIS - Djurgårdens IF            | 4:1      |
| 1920  | Stockholm   | Djurgårdens IF - IK Sleipner     | 1:0      |
| 1921  | Stockholm   | IFK Eskilstuna - IK Sleipner     | 2:1      |
| 1922  | Stockholm   | GAIS - Hammarby IF               | 3:1      |
| 1923  | Stockholm   | AIK - IFK Eskilstuna             | 5:1      |
| 1924  | Göteborg    | Fässbergs IF - IK Sirius         | 5:0      |
| 1925  | Gävle       | Brynäs IF - IF Derby             | 4:2      |

## Tableau des Vainqueurs
| Titres | Equipes        |
| ------ | -------------- |
| 11     | Örgryte IS     |
| 6      | AIK            |
| 4      | Djurgårdens IF |
| 3      | IFK Göteborg   |
| 2      | GAIS           |
| 1      | Brynäs IF      |
| 1      | IFK Eskilstuna |
| 1      | Fässbergs IF   |
| 1      | Göteborgs IF   |